# 73P/Schwassmann-Wachmann
El 73P/Schwassmann-Wachmann o Schwassmann-Wachmann 3 és un cometa periòdic del sistema solar que està en procés de desintegrar-se. Va ser descobert per Arnold Schwassmann i Arno Arthur Wachmann el 2 de maig de 1930. El diàmetre del nucli es va estimar en 3 km. Té un període orbital d'aproximadament 5 anys i 4 mesos i cada 16 anys passa excepcionalment a prop de la Terra.
El 1995, va començar a desintegrar-se. Inicialment, es va partir en 3 grans fragments designats 73P-A, 73P-B i 73P-C. Després es van anar descobrint nous fragments: el març de 2006 se'n comptaven 8, el 10 d'abril ja n'hi havia 19 i el dia 17 d'abril de 2006 ja s'havien observat fins a 33 fragments. El 23 d'abril el VLT de l'Observatori Europeu Austral (ESO) va detectar que el fragment B s'havia fragmentat de nou. Sembla que, finalment, el cometa es podria desintegrar completament i deixar de ser observable (tal com va fer el cometa 3D/Biela al segle xix). En aquest cas la seva designació canviaria de 73P a 73D.
Els fragments van passar relativament a prop de la Terra entre finals d'abril i principis de maig de 2006, amb la màxima aproximació el dia 13 de maig. El fragment més brillant 73P-C va acostar-se fins a una distància d'unes 0,0735 ua de la Terra mentre que els altres dos grans fragments 73P-B i 73P-E van passar una mica més a prop, a 0,0515 i a 0,0505 ua, respectivament. En termes astronòmics, això és una distància petita. El 1930, quan el cometa va passar a aproximadament aquesta mateixa distància de la Terra, hi va haver una pluja de meteors (les τ Hercúlides) d'aproximadament 60 meteors per hora. Tanmateix, un estudi recent fet per P. A. Wiegert i cols. suggereix que la recurrència d'aquest espectacle és improbable.
Els fragments del cometa van ser visibles, especialment els dies 12, 13 i 14 de maig de 2006, a les constel·lacions del Cigne i de Pegàs. Els fragments més grans van brillar com estrelles de magnitud 3 o 4, visibles a ull nu en condicions favorables, però no van arribar a ser tan brillants com els cometes Hyakutake i Hale-Bopp, ja que aquells eren grans cometes mentre que aquests són tan sols petits fragments d'un cometa.
El 2022 s'espera que els fragments del cometa passin encara més a prop que el 2006, però es desconeix quina és la seva trajectòria exacta. Molts astrònoms estaran observant el pas dels fragments el 2006 per a calcular les seves trajectòries per al futur. Si els fragments continuen partint-se, podria esdevenir impossible seguir els múltiples fragments, donat que cada vegada que un fragment es divideix, els fragments resultants prenen trajectòries progressivament divergents.
El cometa havia de ser visitat per la sonda CONTOUR de la NASA el 18 de juny de 2006. Desafortunadament, el 14 d'agost de 2002 la sonda no va enviar el senyal esperat conforme havia sortit de l'òrbita de la Terra. Tots els intents per intentar restablir el contacte van resultar infructuosos.